# Jauro (Antas)
Jauro es una localidad y pedanía española perteneciente al municipio de Antas, en la provincia de Almería. Está situada en la parte centro-oeste de la comarca del Levante Almeriense.
La pedanía se encuentra a 4,8km del centro de Antas capital. Su población se dedica en su mayoría a la agricultura de todo tipo de verduras y hortalizas.

## Demografía
Según el Instituto Nacional de Estadística de España, en el año 2019 Jauro contaba con 82 habitantes censados, lo que representa el 2,58% de la población total del municipio.

## Cultura

### Fiestas
El segundo fin de semana de mayo se celebran las fiestas en honor a San Isidro Labrador, su patrón. Son tradiciones típicas de estas fiestas la recogida de cintas, el arrojo de roscos tirados desde las "solanas" o la paellada.